# Adrama determinata
Adrama determinata är en tvåvingeart som först beskrevs av Walker 1856.  Adrama determinata ingår i släktet Adrama och familjen borrflugor. Inga underarter finns listade i Catalogue of Life.